# Джекобс, Дэвид
Дэвид Генри Джекобс (англ. David Henry Jacobs; 30 апреля 1888, Кардифф — 6 июня 1976, Лландидно, Конуи) — спринтер из Уэльса, чемпион летних Олимпийских игр 1912 года в Стокгольме. Был первым британским иудеем, выигравшим золотую олимпийскую медаль.

## Биография
Он родился в Кардиффе в семье Джона Джейкобса (ранее Якова), который был генеральным дилером из Лондона. Его спортивная карьера началась в Лондоне в любительском спортивном клубе Herne Hill Harriers в 1908 году. Его интерес к лёгкой атлетике был вызван просмотром летних Олимпийских игр 1908 года.
На летних Олимпийских играх 1912 года в Стокгольме Джейкобс представлял сборную Великобритании на первом этапе эстафеты 4×100 м, несмотря на то, что в полуфинале финишировал вторым после команды США. Позже команда Соединённых Штатов была дисквалифицирована за ошибку в передаче эстафеты, ту же ошибку, что допустила в финале рекордсмен мира и главный фаворит соревнований немецкая команда.
На этой Олимпиаде Джейкобс также участвовал в индивидуальных соревнованиях на 100 и 200 метров, но выбыл из борьбы на стадии полуфинальных забегов.
Хотя Джейкобс неоднократно становился чемпионом Уэльса, ему так и не удалось завоевать титул чемпиона Английской ассоциации любительской атлетики. Он ушёл из большого спорта после Первой мировой войны.
Он внезапно скончался в Аберконви в возрасте 88 лет во время поездки из своего лондонского дома. Его тело было возвращено в Лондон, где он был похоронен на еврейском кладбище в Ист-Хэме. На момент смерти он был старейшим олимпийским чемпионом Великобритании.